# Eilat

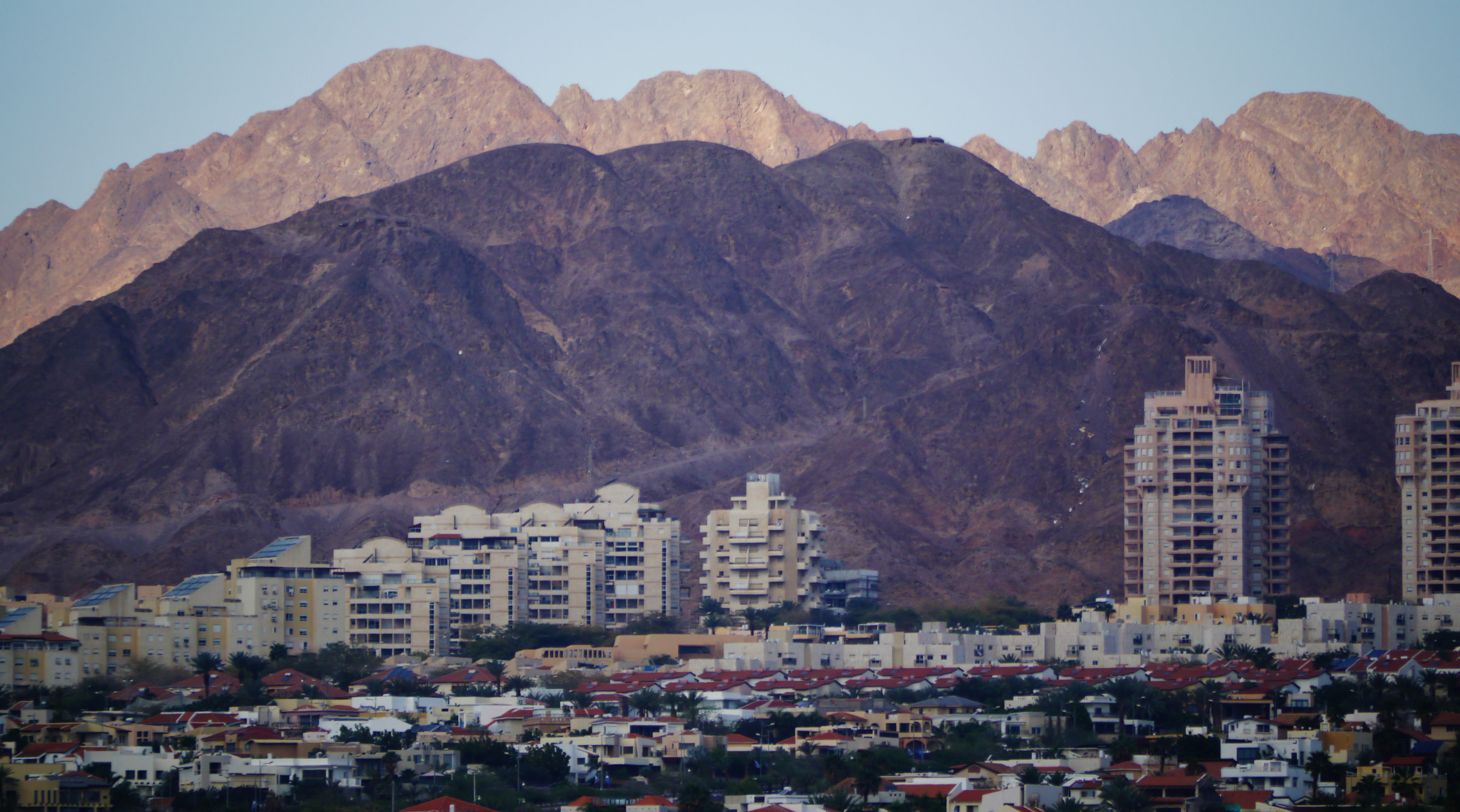
A cidade com as montanhas no horizonte.

Eilat ou Elat (em hebraico:  אילת) é uma cidade com cerca de 55 000 habitantes no extremo sul de Israel, no distrito Sul. Adjacente à cidade egípcia de Taba e à cidade-porto jordana (anteriormente saudita) de Aqaba, Eilat localiza-se à margem do extremo norte do Golfo de Eilat, que é o braço oriental do Mar Vermelho (o ocidental leva ao canal do Suez). A cidade é um centro turístico por causa da beleza natural da região e dos recifes de corais populares entre mergulhadores. Eilat é uma zona franca isenta de impostos de compra.

## Geminações
Eilat possui as seguintes cidades-gémeas:
- Antibes, França
- Juan-les-Pins, França
- Durban, África do Sul
- Kamen, Alemanha
- Kampen, Países Baixos
- Toronto, Canadá
- Los Angeles, Estados Unidos
- Ushuaia, Argentina
- Piešťany, Eslováquia
- Sopron, Hungria

## Galeria

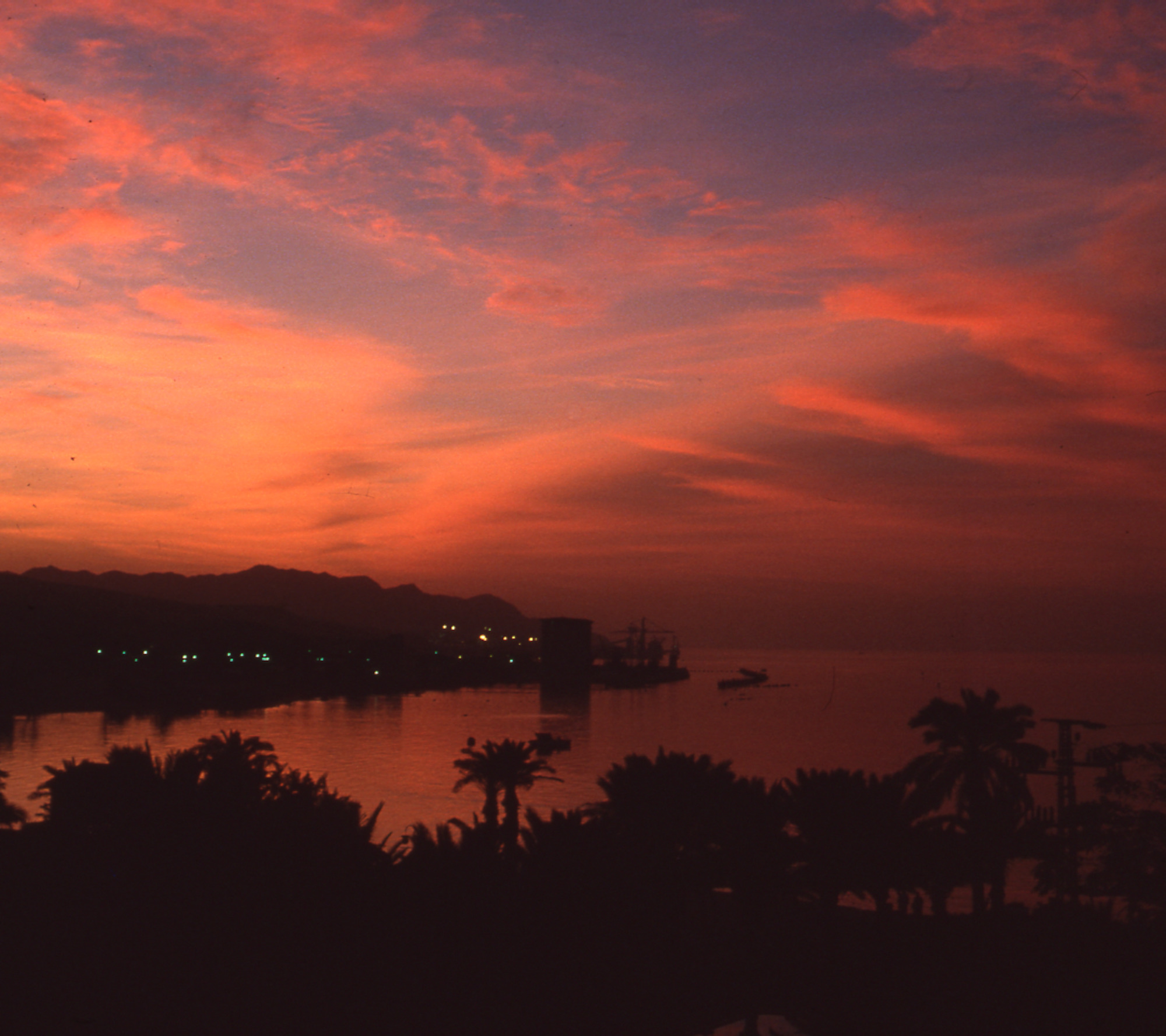
Eilat, 1947-1953.
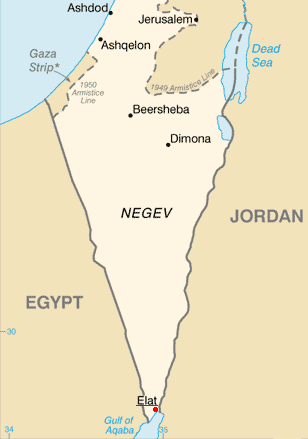
Eilat no mapa de Israel.
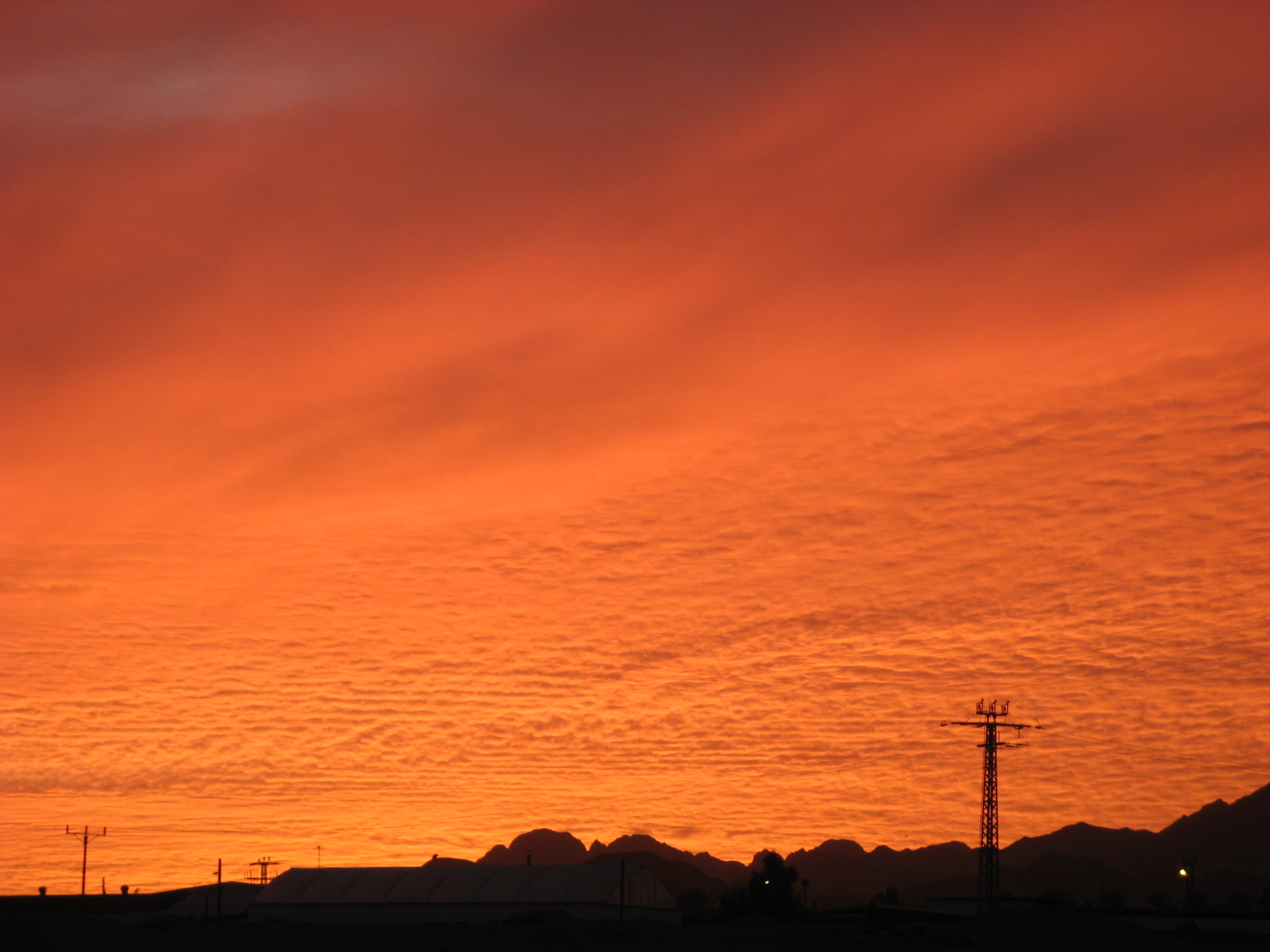
Crepúsculo de inverno.
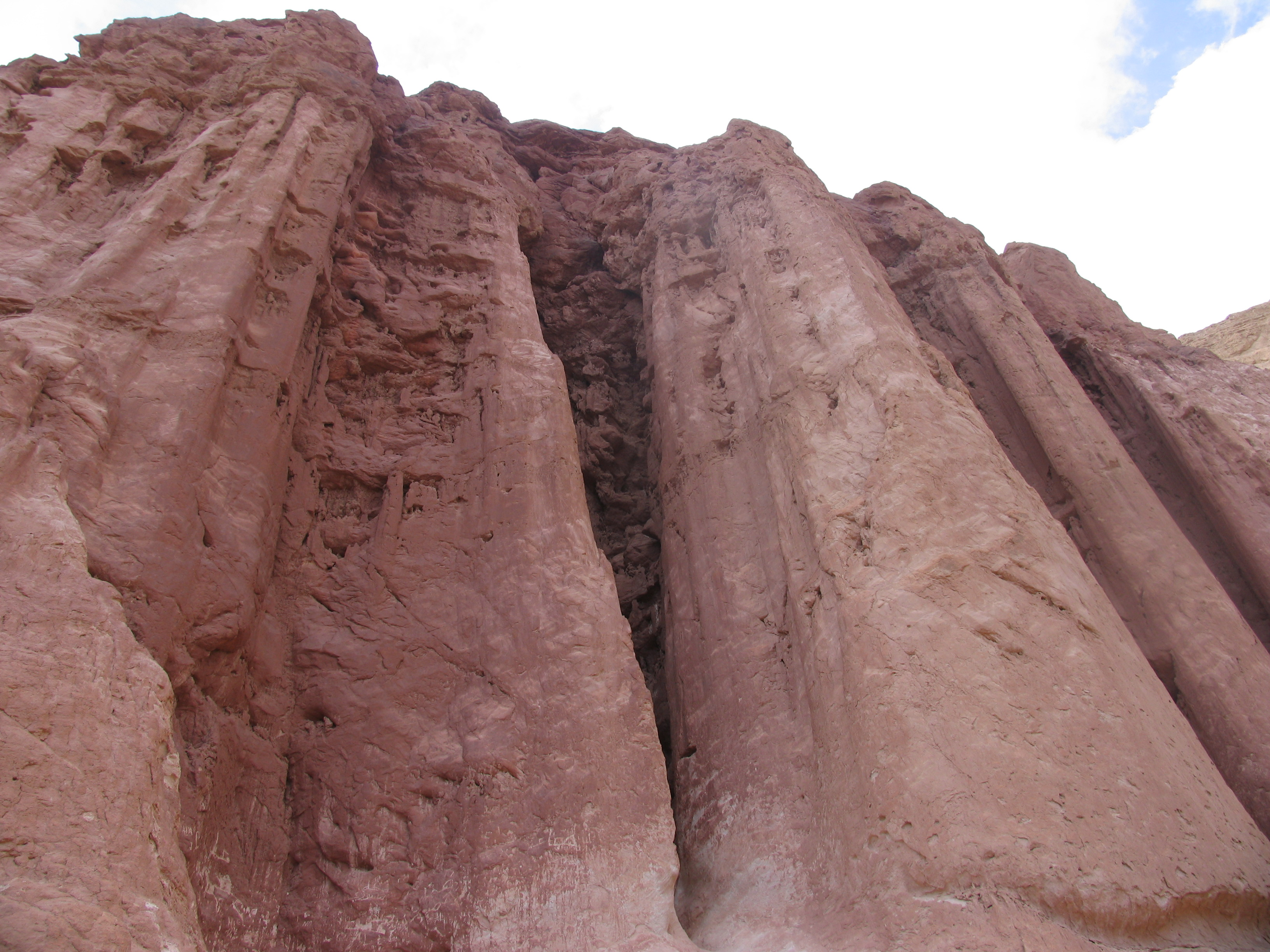
Pilares de Anrão.
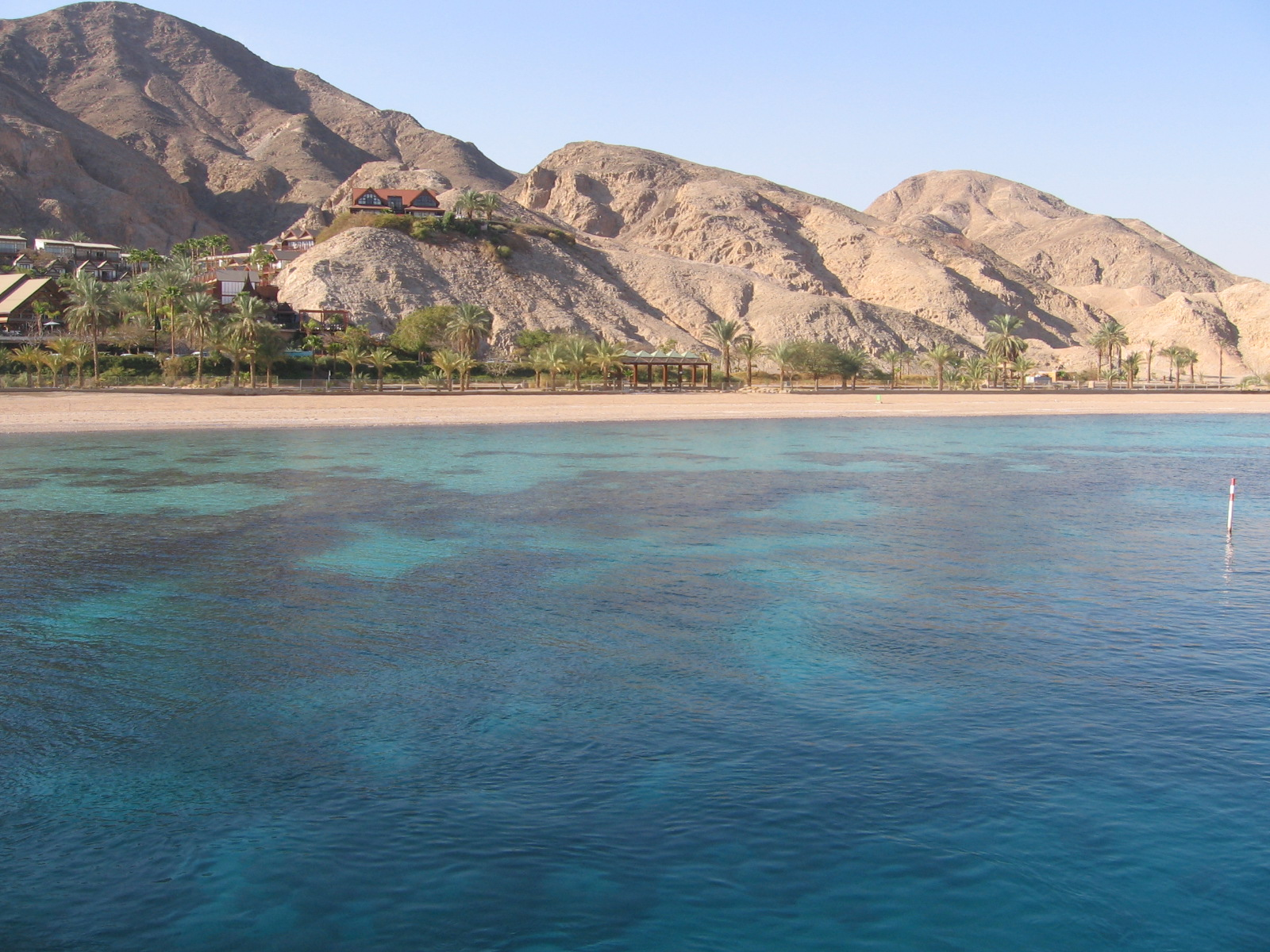
Na Praia de Coral.
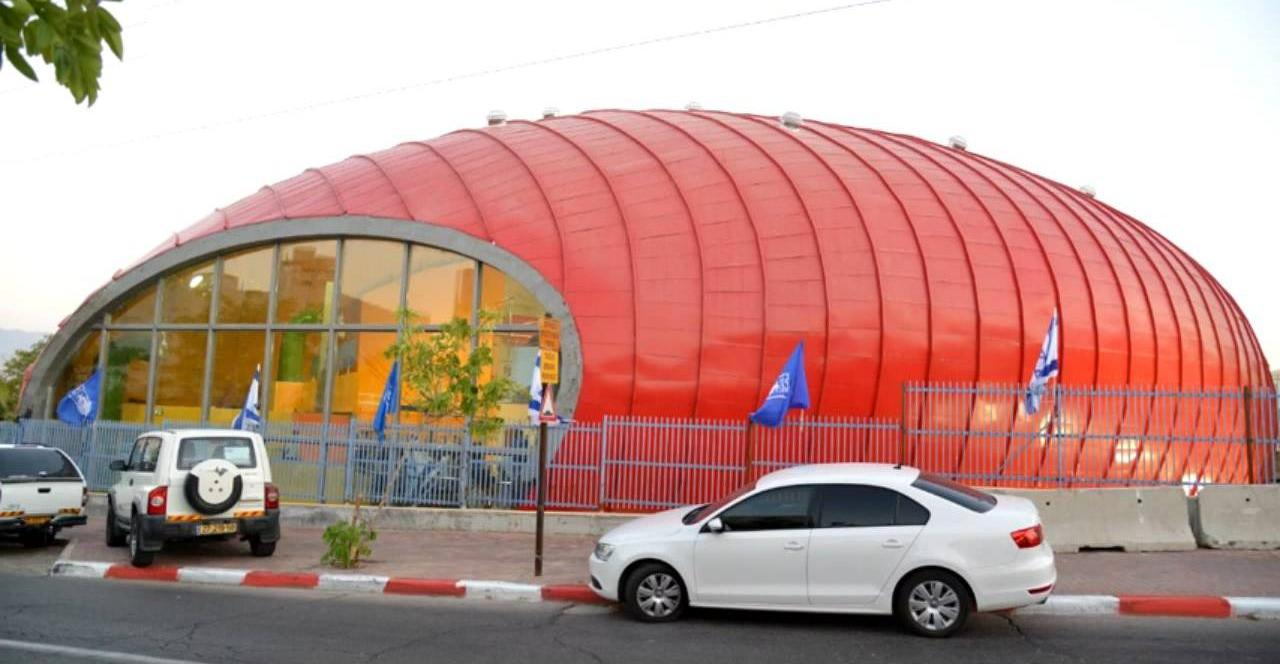
Eilat Centro de Deportes Diseño por Moti Bodek Arquitecto.